# Nororiental de Málaga
Die Comarca Nororiental de Málaga, auch Nororma genannt, ist eine der neun Comarcas in der Provinz Málaga. Sie wurde, wie alle Comarcas in der Autonomen Gemeinschaft Andalusien, mit Wirkung zum 28. März 2003 eingerichtet. Die Comarca hat allerdings lediglich die Funktion von Planungsregionen für den Tourismus und die Entwicklung sportlicher Einrichtungen. Die im Norden der Provinz Málaga gelegene Comarca umfasst 7 Gemeinden mit insgesamt 27.251 Einwohnern (Stand 1. Januar 2019), also rund 1,5 % der Provinzbevölkerung.

## Gemeinden
| Gemeinde                      | Einwohner (2024) | Fläche km² | Dichte Einw./km² | Cod INE | Postleitzahl |
| ----------------------------- | ---------------- | ---------- | ---------------- | ------- | ------------ |
| Archidona                     | 8.042            | 185,59     | 43               | 29017   | 29300        |
| Cuevas Bajas                  | 1.341            | 16,53      | 81               | 29047   | 29220        |
| Cuevas de San Marcos          | 3.620            | 36,96      | 98               | 29049   | 29210        |
| Villanueva de Algaidas        | 4.075            | 70,42      | 58               | 29095   | 29310        |
| Villanueva de Tapia           | 1.396            | 22,12      | 63               | 29098   | 29315        |
| Villanueva del Rosario        | 3.401            | 43,96      | 77               | 29096   | 29312        |
| Villanueva del Trabuco        | 5.410            | 59,17      | 91               | 29097   | 29313        |
| Comarca Nororiental de Málaga | 27.285           | 434,75     | 63               | –       | –            |

## Nachweise
1. ↑  Instituto Nacional de Estadística Municipal Register of Spain
2. ↑  Orden de 14 de marzo de 2003, por la que se aprueba el mapa de comarcas de Andalucía a efectos de la planificación de la oferta turística y deportiva, Boletín Oficial de la Junta de Andalucía (Amtsblatt der Regierung von Andalusien), Nr. 59 vom 27. März 2003, S. 6248